# Звегор
Зве́гор (болг. Звегор) — село в Шуменській області Болгарії. Входить до складу общини Хитрино.

## Населення
За даними перепису населення 2011 року у селі проживали 269 осіб.
Національний склад населення села:
| Національність   | Кількість осіб | Відсоток |
| ---------------- | -------------- | -------- |
| турки            | 264            | 98,1%    |
| цигани           | 3              | 1,1%     |
| Всього відповіли | 269            |          |

Розподіл населення за віком у 2011 році:
Динаміка населення: